# Torki
Torki – wieś w Polsce położona w województwie podkarpackim, w powiecie przemyskim, w gminie Medyka.
Wieś królewska położona była w 1589 roku w starostwie przemyskim w ziemi przemyskiej województwa ruskiego. W latach 1975–1998 miejscowość administracyjnie należała do województwa przemyskiego.

## Części wsi
| SIMC    | Nazwa   | Rodzaj    |
| ------- | ------- | --------- |
| 0606671 | Kolonia | część wsi |

## Historia
Miejscowość należała kiedyś do tzw. klucza medyckiego w starostwie przemyskim a jej mieszkańcy mieli obowiązek dozorować stadninę królewską w Medyce. Później weszły w skład medyckich dóbr Pawlikowskich.
W trakcie potopu szwedzkiego w nocy z 21 na 22 lutego 1657 roku w okolicach Torek doszło do potyczki oddziałów Rakoczego wspomaganych przez oddziały kozaków Żdanowicza z oddziałami polskimi.
Przed II wojną światową Torki zamieszkane były niemal wyłącznie przez Ukraińców, wywiezionych do ZSRR w 1945 roku i podczas akcji „Wisła” w 1947 roku. Niewielka ich część wróciła do wsi w 1956 roku.

## Religia
Wierni Kościoła rzymskokatolickiego należą do parafii Wniebowzięcia Najświętszej Maryi Panny.

## Sport
We wsi od 1995 roku istnieje i działa Ludowy Klub Sportowy "Orzeł" Torki, w sezonie 2024/2025 grający w  lidze okręgowej grupy Jarosław.

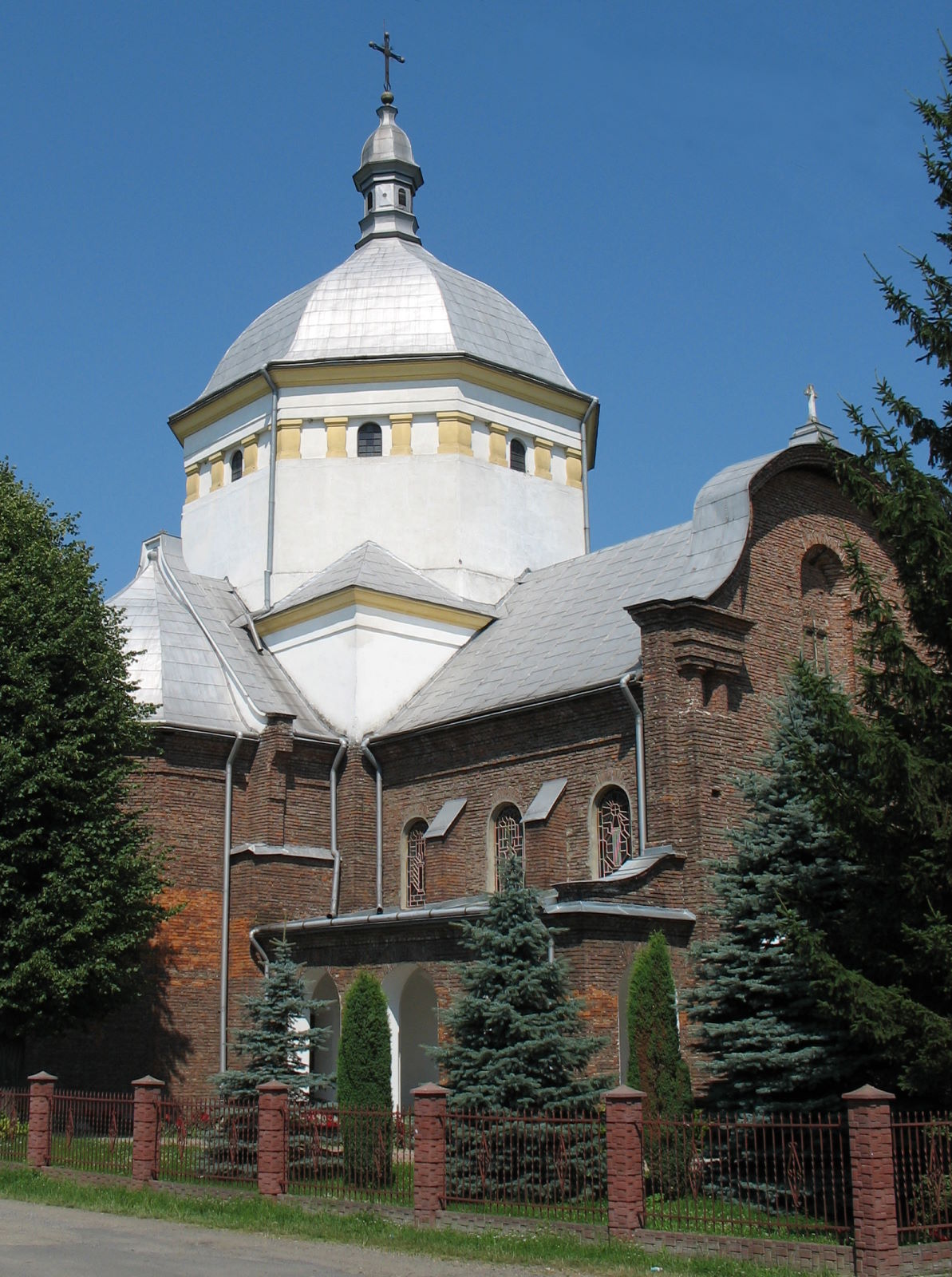
Cerkiew przed remontem
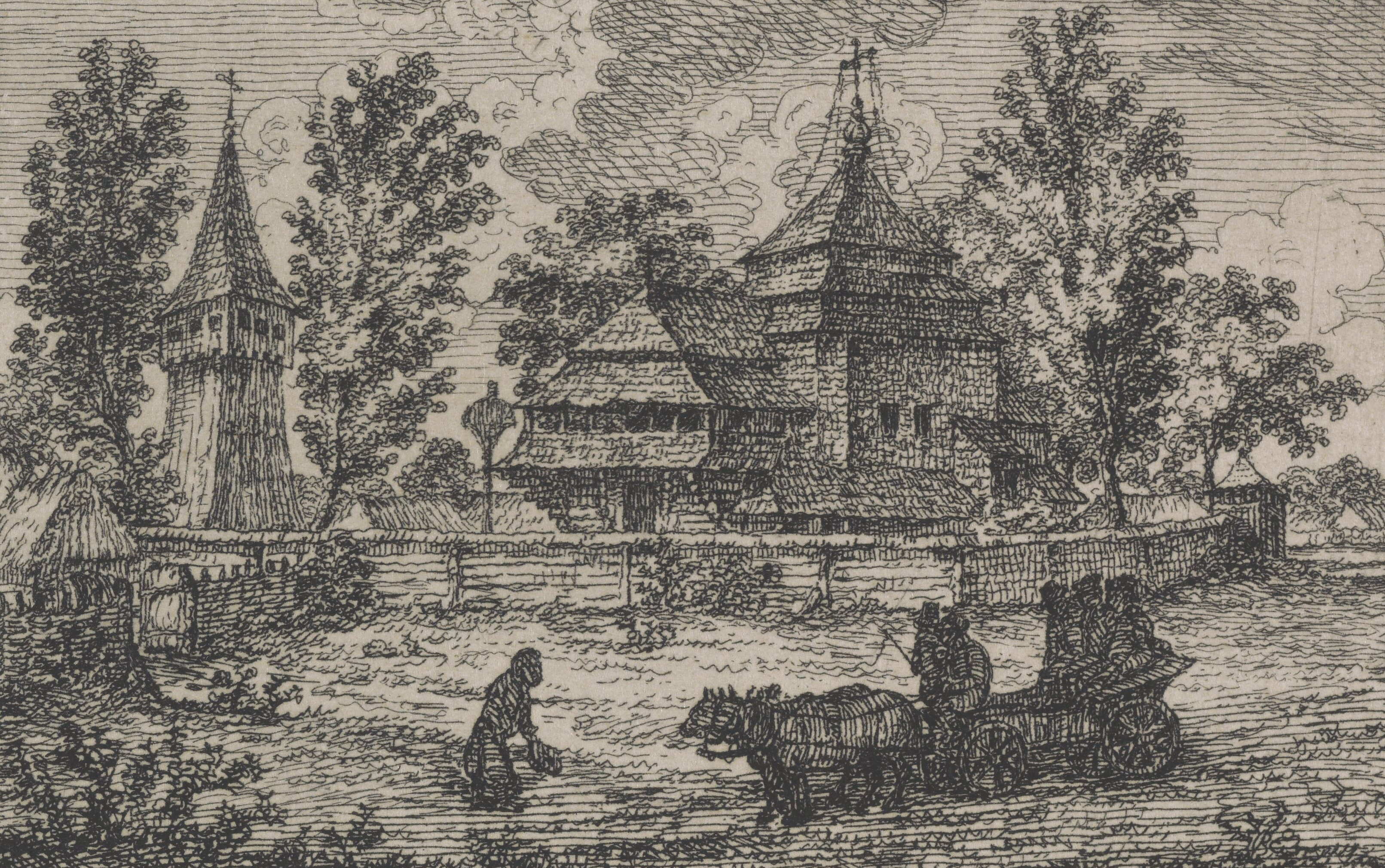
Stara cerkiew około 1838